# Phymorhynchus coseli
Phymorhynchus coseli é uma espécie de gastrópode do gênero Phymorhynchus, pertencente a família Raphitomidae.